# ポテチ駅
ポテチ駅（ポテチえき）は、チェコ共和国ズリーン県ズリーン郡ポテチ村にある、チェコ国鉄ホルニー・リデチ - ビルニツェ線(283号線)の駅である。

## 駅構造

### ホーム
一面一線の駅である。
| のりば         | 路線    | 行先                             | 備考 |
| -------------- | ------- | -------------------------------- | ---- |
|                | 283号線 | ブルモフ・ビルニツェ方面         |      |
| フセチーン方面 | 283号線 | 大部分はホルニー・リデチ止まり。 |      |

### ダイヤ
上下方向とも2時間に1本程度の発着。

## 駅周辺
ポテチ村の集落に位置している。

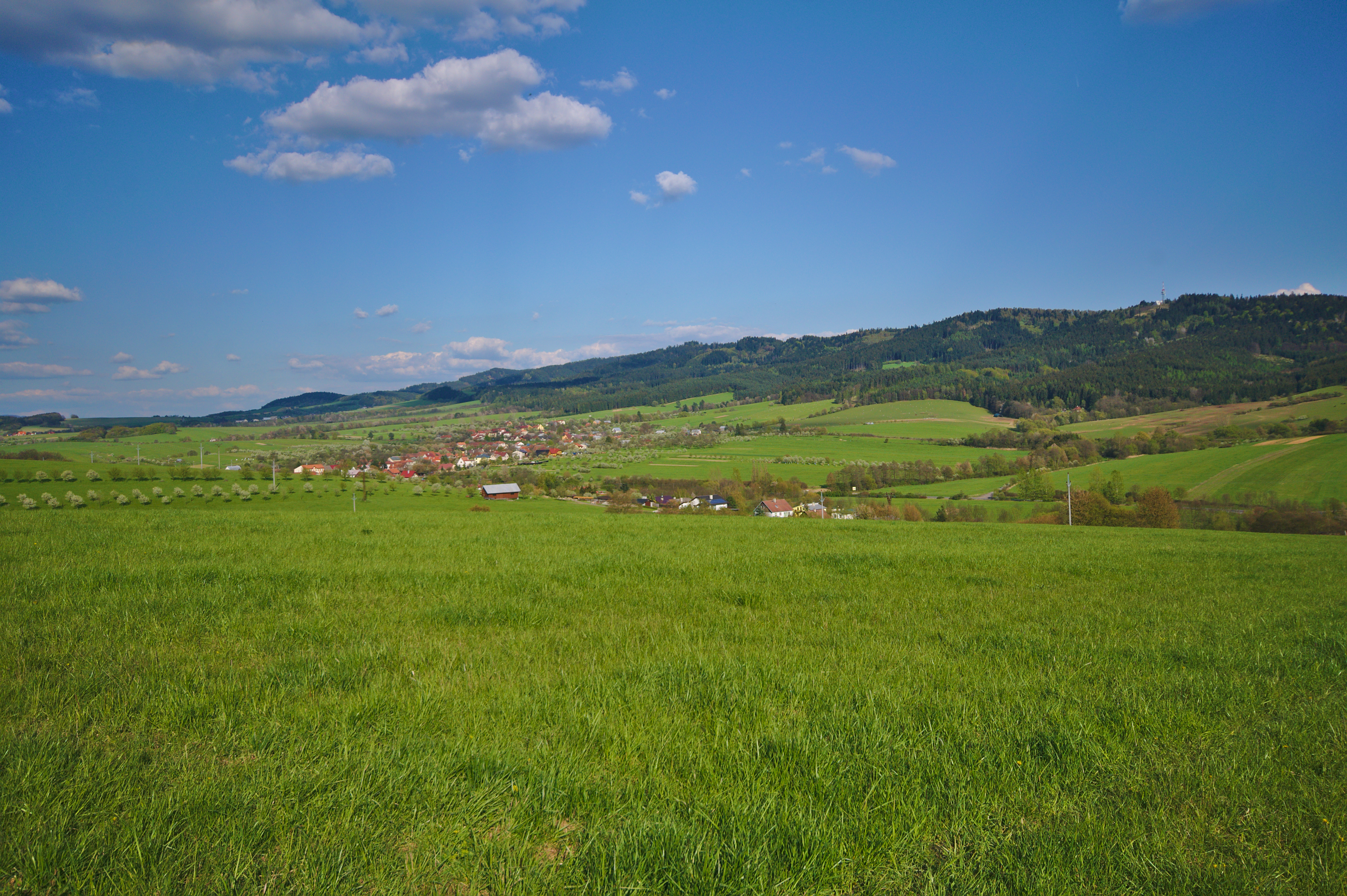
ポテチ村
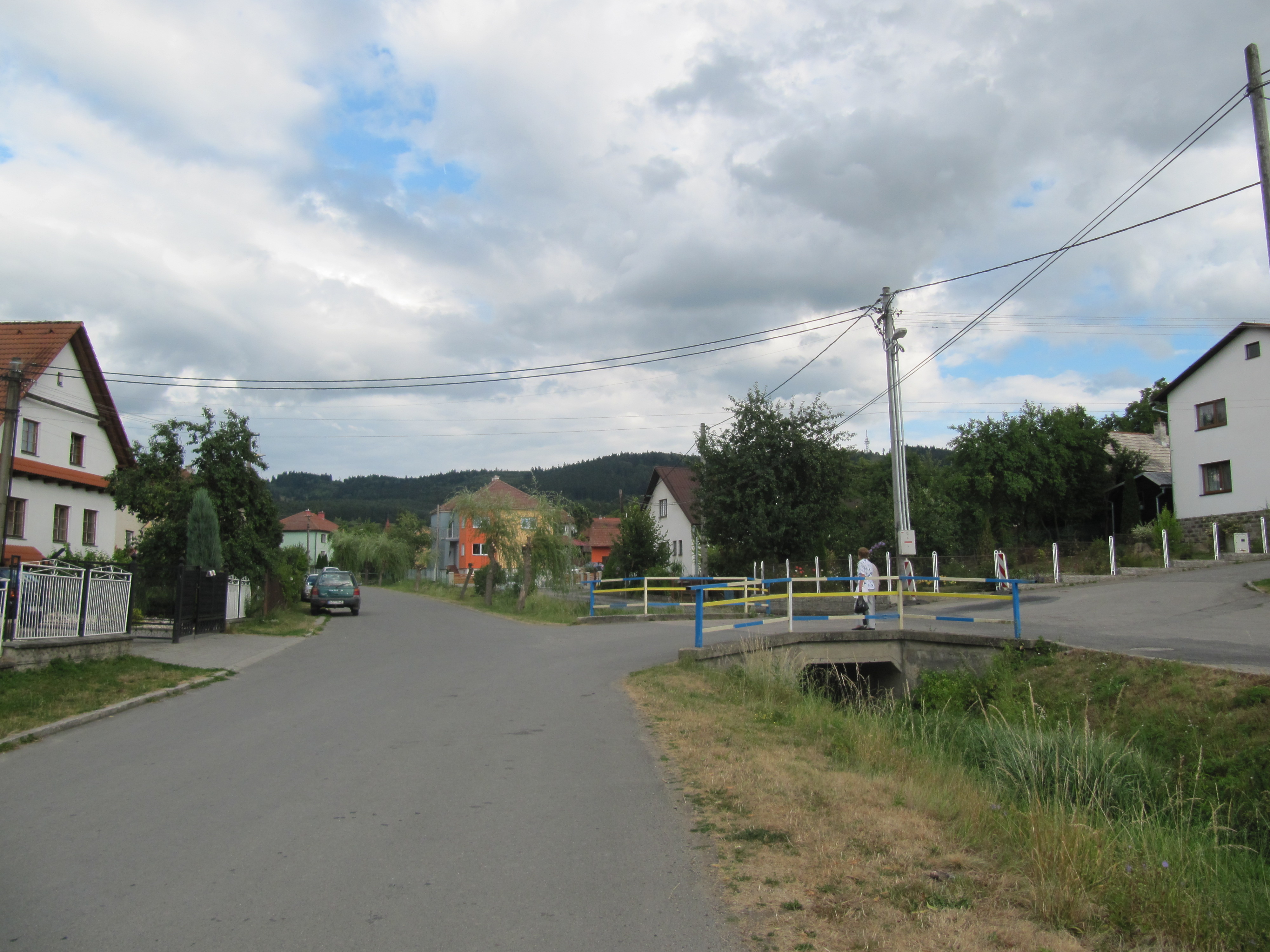
村の風景1
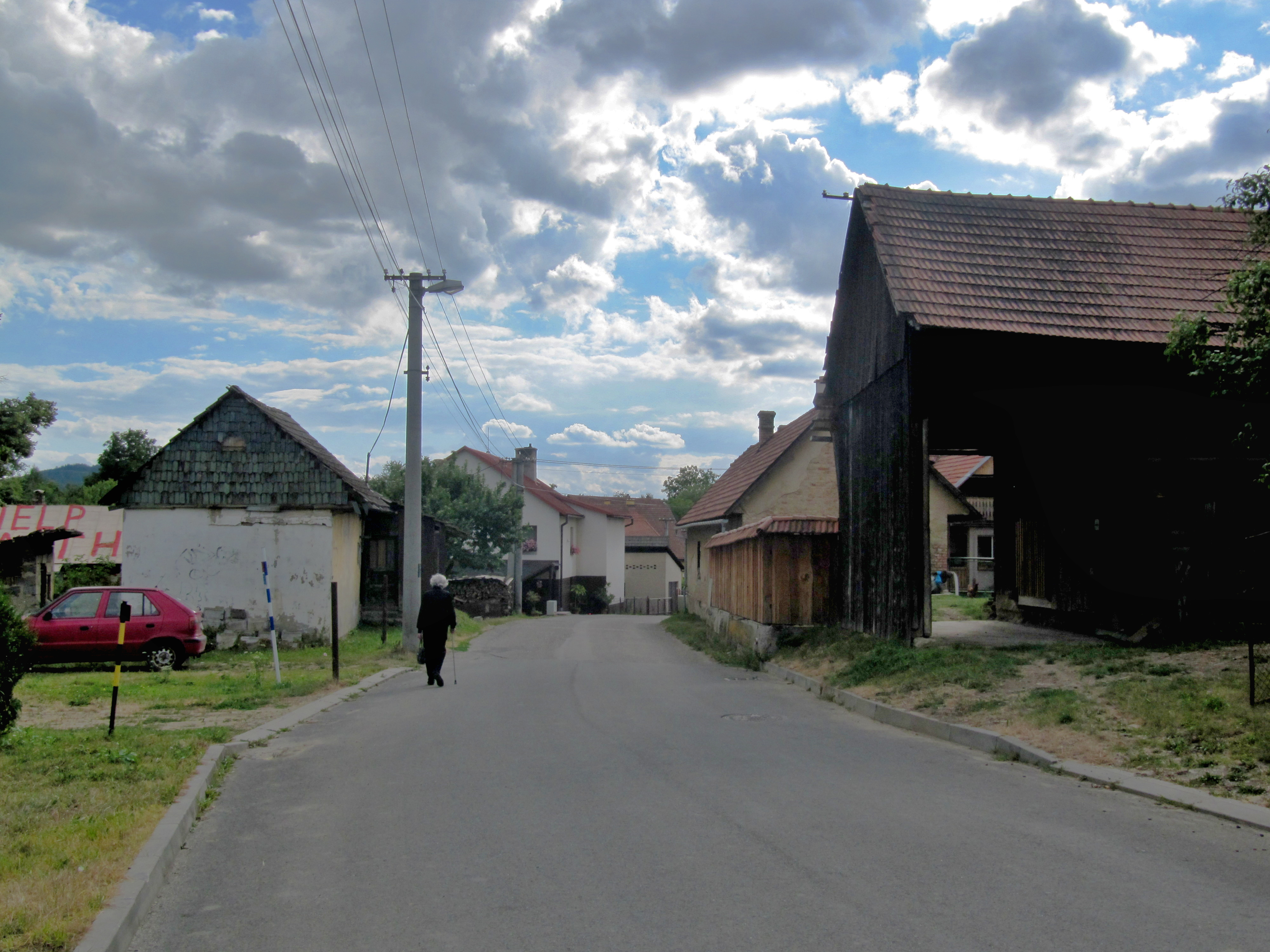
村の風景2
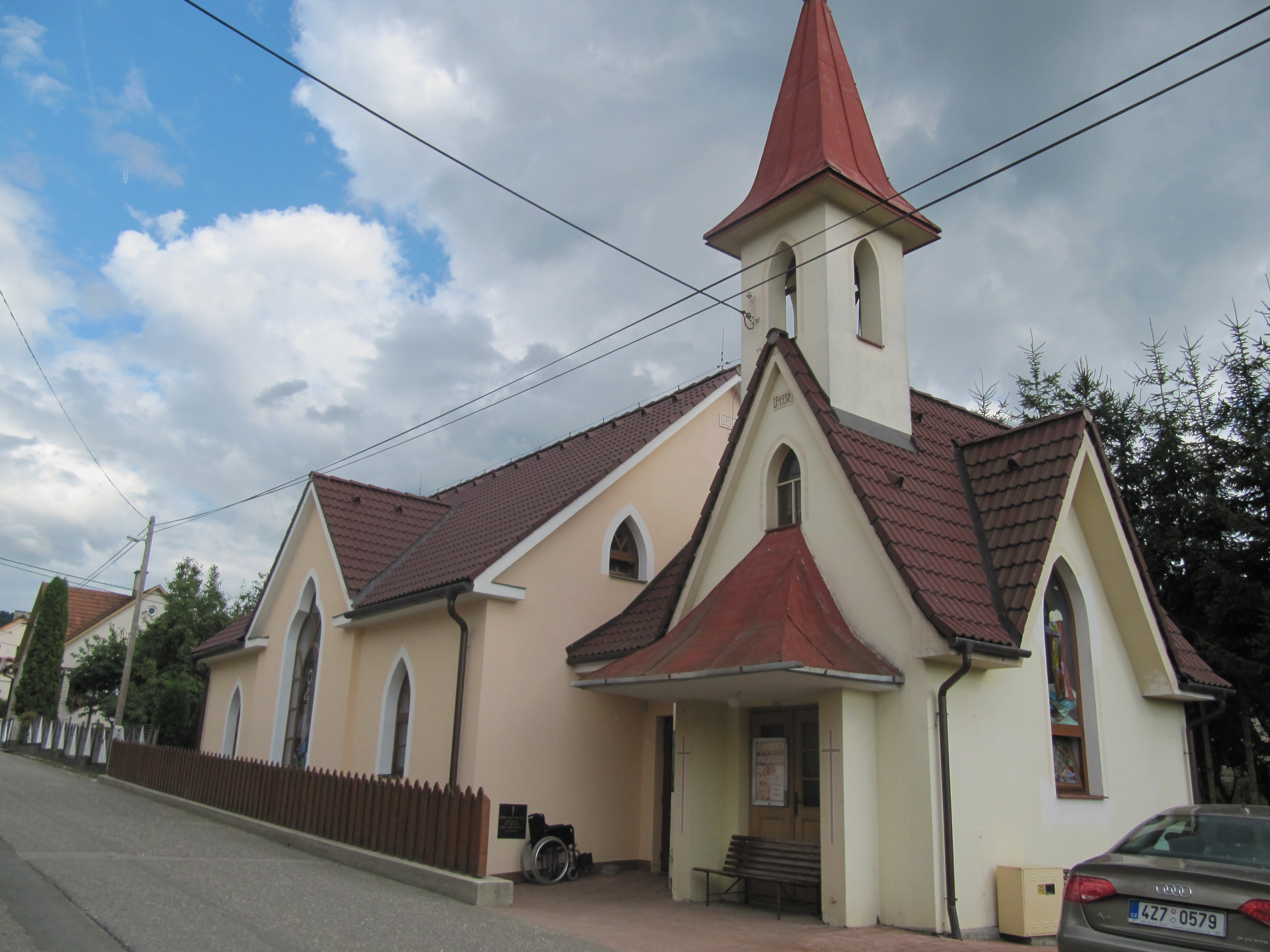
チャペル

### 周辺の主要な道
- チェコ国道57号線

## 隣の駅
チェコ国鉄
283号線
普通
ヴァラシスケー・クロボウキ駅 - ポテチ駅 - ヴァラシスケー・プルジーカズィ駅